# Caviidae
Los cávidos (Caviidae) son una familia de roedores histricomorfos de variado tamaño, incluyendo varias especies singularmente grandes en relación con la mayoría de los integrantes de ese orden de mamíferos, como el capibara (Hydrochoerus hydrochaeris), que a veces es clasificado dentro de una familia propia, Hydrochoeridae, aunque últimamente tiende a ubicársela dentro de los cávidos, incluso compartiendo una subfamilia con el mocó.

## Características

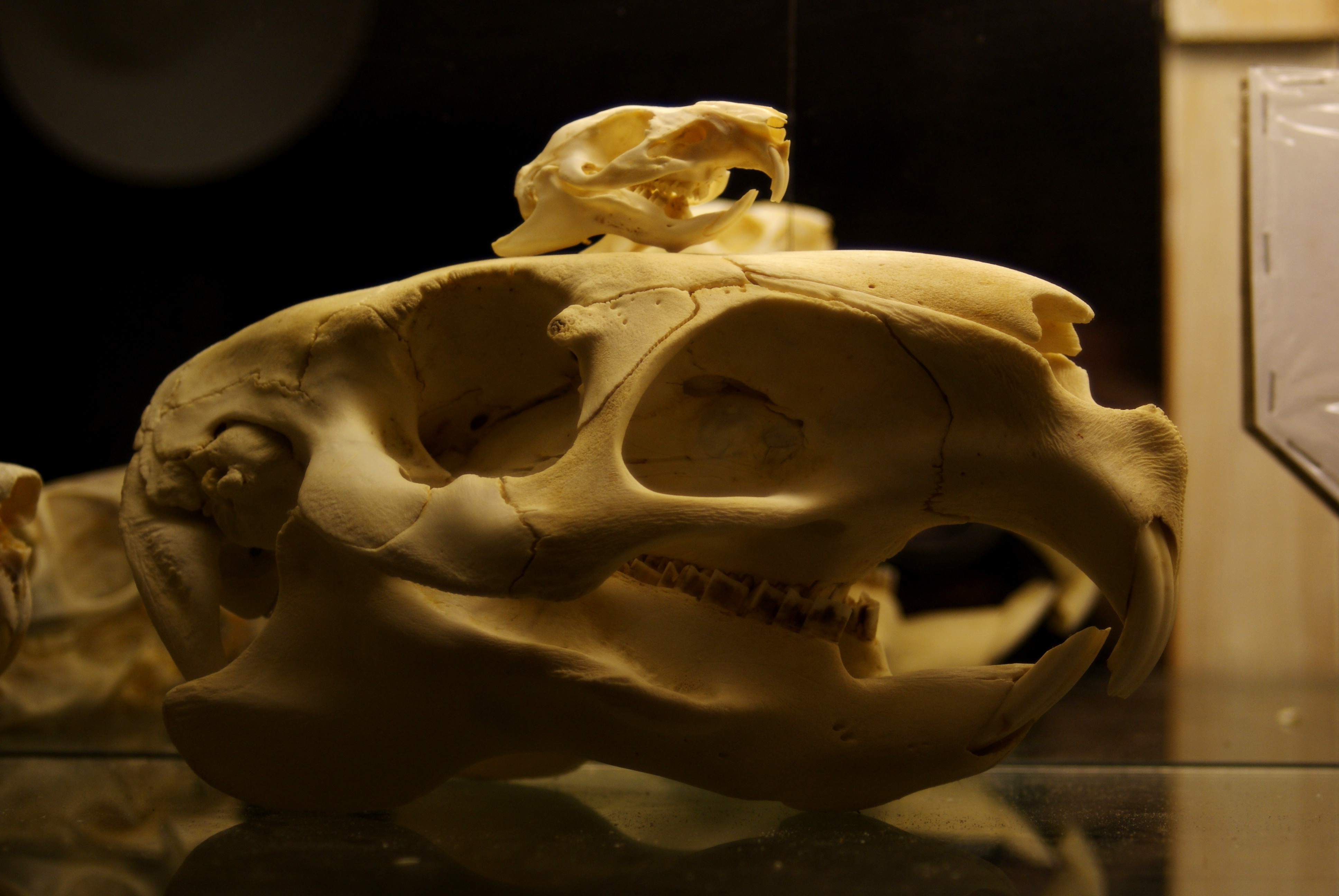
Cráneo de cobaya sobre un cráneo de capibara

A excepción de las maras, que tienen un aspecto más parecido al de los conejos, los cavídos tienen cuerpos cortos y pesados y cabezas grandes. La mayoría no tiene cola visible. Su tamaño oscila, entre los más pequeños, desde 22 cm de longitud corporal y 300 gramos de peso, hasta el carpincho, el mayor de todos los roedores, con 106 a 134 cm de longitud y un peso corporal de 35 a 66 kilogramos. En el Plioceno existían formas aún mayores, como el Phugatherium, que tenía el tamaño de un tapir.
Son herbívoros y se alimentan de hierbas duras u hojas más blandas, según la especie. La fórmula dental es similar a la de otros roedores: {\displaystyle {\tfrac {1.0.1.3}{1.0.1.3}}}. Las hembras dan a luz a dos o tres crías peludas y activas tras un periodo de gestación de 50 a 90 días en la mayoría de las especies, o de 150 días en el capibara. En la mayoría de las especies, alcanzan la madurez sexual a los pocos meses de nacer, aunque en los carpinchos la madurez no se alcanza hasta los 18 meses aproximadamente.
La organización social varía mucho entre el grupo. Muchos cávidos son promiscuos y no forman grupos sociales duraderos, aunque, en algunas especies, los machos mantienen harenes de dos o más hembras. Por el contrario, las maras son monógamas y forman criaderos coloniales temporales para cuidar a las crías de múltiples madres. Los carpinchos viven en grupos de unos 10 individuos, y a veces de muchos más, cada uno con un único macho dominante y varias hembras, machos subordinados y juveniles.

## Clasificación
La familia Caviidae está dividida en tres subfamilias, siete géneros y veinte especies:
- Subfamilia Caviinae
  - Género Cavia
    - Cavia aperea
    - Cavia porcellus
    - Cavia anolaimae
    - Cavia fulgida
    - Cavia guianae
    - Cavia intermedia
    - Cavia magna
    - Cavia nana
    - Cavia tschudii

  - Género Galea
    - Galea musteloides
    - Galea monasteriensis
    - Galea spixii
    - Galea flavidens

  - Género Microcavia
    - Microcavia australis
    - Microcavia niata
    - Microcavia shiptoni
- Subfamilia Dolichotinae
  - Género Dolichotis
    - Dolichotis patagonum

  - Género Pediolagus
    - Pediolagus salinicola
- Subfamiia Hydrochoerinae
  - Género Hydrochoerus
    - Hydrochoerus hydrochaeris
    - Hydrochoerus isthmius

  - Género Kerodon
    - Kerodon rupestris
    - Kerodon acrobata

Además, hay otros géneros extintos atribuidos a esta familia:
- Neochoerus †